# بشارة العنب
بشارة العنب: (الاسم العلمي: Idgia)
اسم يطلق على حشرة مسالمة تظهر في اليمن في وقت محدد من العام فصل الصيف تسمى أيضا في بعض المناطق اليمنية عمتي زبيبة تبدو وأنها نوع من أنواع الخنافس، لها قبول شعبي وخاصة عند الأطفال وترتبط بها مقولات مشهورة لها علاقة بقدوم وقت جني فاكهة العنب وجني الذرة حيث تسمى في بعض المناطق الوسطى من اليمن ذريرة الذري أو سبيبة الذري.
الحشرة الأكثر شبها ببشارة العنب هي خنفساء الجندي الأحمر غير أن بشارة العنب تمتلك عيون بارزة بلون أسود طغت على الرأس بشكل كامل 

الخنافس الجندية